# Tenen Holtz
Tenen Holtz, pseudonimo di Elihu Tenenholtz (Volin, 1887 – 1º luglio 1971), è stato un attore russo naturalizzato statunitense che lavorò lungamente a Hollywood sin dai tempi del muto. Fu anche attore teatrale e televisivo.
Era suocero del musicista Nelson Riddle.

## Filmografia

### Cinema
- Salome of the Tenements, regia di Sidney Olcott (1925)
- Exit Smiling, regia di Sam Taylor (1926)
- Music-Hall (Upstage), regia di Monta Bell (1926)
- Tua moglie ad ogni costo (The Demi-Bride), regia di Robert Z. Leonard (1927)
- Slide, Kelly, Slide, regia di Edward Sedgwick (1927)
- Le sue ultime mutandine (Long Pants), regia di Frank Capra (1927)
- Frisco Sally Levy, regia di William Beaudine (1927)
- Il bandito solitario (The Law of the Range), regia di William Nigh (1928)
- La bella vendeuse (The Latest from Paris), regia di Sam Wood (1928)
- Eden Palace  (The Garden of Eden), regia di Lewis Milestone (1928)
- Bringing Up Father, regia di Jack Conway (1928)
- La sete dell'oro (The Trail of '98), regia di Clarence Brown (1928)
- Detectives, regia di Chester M. Franklin (1928)
- Il fidanzato di cartone (The Cardboard Lover), regia di Robert Z. Leonard (1928)
- The Ol' Gray Hoss, regia di Robert A. McGowan (1928)
- Maschere di celluloide (Show People), regia di King Vidor (1928)
- Noisy Noises, regia di Robert F. McGowan - cortometraggio (1929)
- The Duke Steps Out, regia di James Cruze (1929)
- House of Horror, regia di Benjamin Christensen (1929)
- Charming Sinners, regia di Robert Milton (1929)
- Three Live Ghosts, regia di Thornton Freeland (1929)
- Amore di domani (Lilies of the Field), regia di Alexander Korda (1930)
- The Kibitzer, regia di Edward Sloman (1930)
- Il prezzo della gloria (Melody Man), regia di Roy William Neill (1930)
- Il club delle donne (The Woman Racket), regia di Albert H. Kelley, Robert Ober e, non accreditato, Paul Bern (1930)
- Whispering Whoopee, regia di James W. Horne - cortometraggio (1930)
- All Teed Up, regia di Edgar Kennedy - cortometraggio (1930)
- Il tormento di un uomo (Man Trouble), regia di Berthold Viertel (1930)
- Caught Cheating, regia di Frank R. Strayer (1931)
- Gentleman's Fate, regia di Mervyn LeRoy (1931)
- Three Girls Lost, regia di Sidney Lanfield (1931)
- Laughing Sinners, regia di Harry Beaumont (1931)
- Puro sangue (Sporting Blood), regia di Charles Brabin (1931)
- Cipher Bureau, regia di Charles Lamont (1938)

### Televisione
- Peter Gunn – serie TV, episodi 1x27-2x11 (1959)
- Alfred Hitchcock presenta (Alfred Hitchcock Presents) – serie TV, episodio 7x20 (1962)
- L'ora di Hitchcock (The Alfred Hitchcock Hour) – serie TV, episodio 1x32 (1963)